# Kosacan
Kosacan è un comune dell'Azerbaigian situato nel distretto di Şərur.